# Maxim Jramtsov
Maxim Jramtsov (en ruso: Максим Храмцов; Nizhnevártovsk, 12 de enero de 1998) es un deportista ruso que compite en taekwondo.
Participó en los Juegos Olímpicos de Tokio 2020, obteniendo una medalla de oro en la categoría de –80 kg. Ganó una medalla de oro en el Campeonato Mundial de Taekwondo de 2017 y tres medallas en el Campeonato Europeo de Taekwondo entre los años 2018 y 2024.

## Palmarés internacional
| Juegos Olímpicos   | Juegos Olímpicos     | Juegos Olímpicos  | Juegos Olímpicos |
| Año                | Lugar                | Medalla           | Categoría        |
| ------------------ | -------------------- | ----------------- | ---------------- |
| 2020               | Tokio (Japón)        | Medalla de oro    | –80 kg           |
| Campeonato Mundial |                      |                   |                  |
| Año                | Lugar                | Medalla           | Categoría        |
| 2017               | Muju (Corea del Sur) | Medalla de oro    | –74 kg           |
| Campeonato Europeo |                      |                   |                  |
| Año                | Lugar                | Medalla           | Categoría        |
| 2018               | Kazán (Rusia)        | Medalla de oro    | –80 kg           |
| 2021               | Sofía (Bulgaria)     | Medalla de oro    | –80 kg           |
| 2024               | Belgrado (Serbia)    | Medalla de bronce | –80 kg           |